# Càrn Mòr Dearg
Càrn Mòr Dearg (wymowa gaelicka: [ˈkʰaːrˠn ˈmoːɾ ˈtʲɛɾɛk]) – szczyt w paśmie Ben Nevis, w Grampianach Zachodnich. Leży w Szkocji, w regionie Highland. Jest to dziewiąty co do wysokości szczyt w Szkocji. 